# Hinsbourg
 Hinsbourg (en alsacià Hínschburi) és un municipi francès, situat a la regió del Gran Est, al departament del Baix Rin. L'any 2008 tenia 107 habitants. Limita al nord-est amb Puberg, a l'est amb Zittersheim, al sud-est amb la Petite-Pierre, al sud-oest amb Struth i a l'oest amb Frohmuhl.
Forma part del cantó d'Ingwiller, del districte de Saverne i de la Comunitat de comunes de Hanau-La Petite Pierre.

## Demografia
| 1962 | 1968 | 1975 | 1982 | 1990 | 1999 |
| ---- | ---- | ---- | ---- | ---- | ---- |
| 101  | 112  | 87   | 80   | 85   | 106  |

## Administració
| Període | Identitat          | Partit |
| ------- | ------------------ | ------ |
| 1995-   | Gilbert Reutenauer |        |